# Чикаго (филм, 2002)
Вижте пояснителната страница за други значения на Чикаго.
„Чикаго“ е филм-мюзикъл, излязъл на 27 декември 2002 за славата и парите в град Чикаго през 1920 (епохата на джаз-а). Представлява 113-минутна филмова адаптация на мюзикъл от Бродуей със същото име. Филмът печели шест Оскара, в това число и за най-добър филм, както и три награди Златен глобус.
 Внимание:  Текстът по-долу разкрива сюжета на произведението (или части от него)!
Велма Кели е кабаретна танцьорка и певица. Нейната слава се увеличава след двойното убийство, което тя извършва (убива съпруга си и сестра си). Рокси Харт е никому неизвестна млада жена, която мечтае за слава и популярност като певица. Когато тя убива нахалния си любовник, който преди това я е излъгал, че има възможност да я лансира в музикалния бизнес като певица, тя попада в затвор за убийци. Там Рокси се среща с Велма Кели. За да се спаси от смъртното наказание, Рокси наема Били Флин, най-добрият адвокат в Чикаго, който ѝ обещава да обърне делото в нейна полза. Флин манипулира пресата и обществото. Така малко по малко Рокси става известна. Но славата ѝ не трае дълго...
Филмът е вдъхновен от мюзикъла Чикаго, който се радва на значителен успех в средата на 90-те години. Песните в театралната продукция са изиграни като водевилни откъси. Това значително усложнява адаптирането на сценичния вариант във филмов. Филмовата версия интерпретира тези изпълнения като песни, опродени във въображението на Рокси.
Във филма участват Рене Зелуегър (Рокси Харт), Куин Латифа ('Мама' Мортън), Катрин Зита-Джоунс (Велма Кели), Ричард Гиър (Били Флин), Джон Райли (Еймъс Харт), и Кристин Барански (Мари Съншайн) и е режисиран от Роб Маршал.
Всички главни герои във филма сами изпълняват песните и танците си по време на филма.

## Песни
- "And All That Jazz"
- "Funny Honey"
- "When You're Good to Mama"
- "Cell Block Tango"
- "All I Care About"
- "We Both Reached for the Gun"
- "Roxie"
- "I Can't Do It Alone"
- "Mister Cellophane"
- "Razzle Dazzle
- "Nowadays (Roxie)"
- "Nowadays"
- "I Move On"